# Angela Reisinger

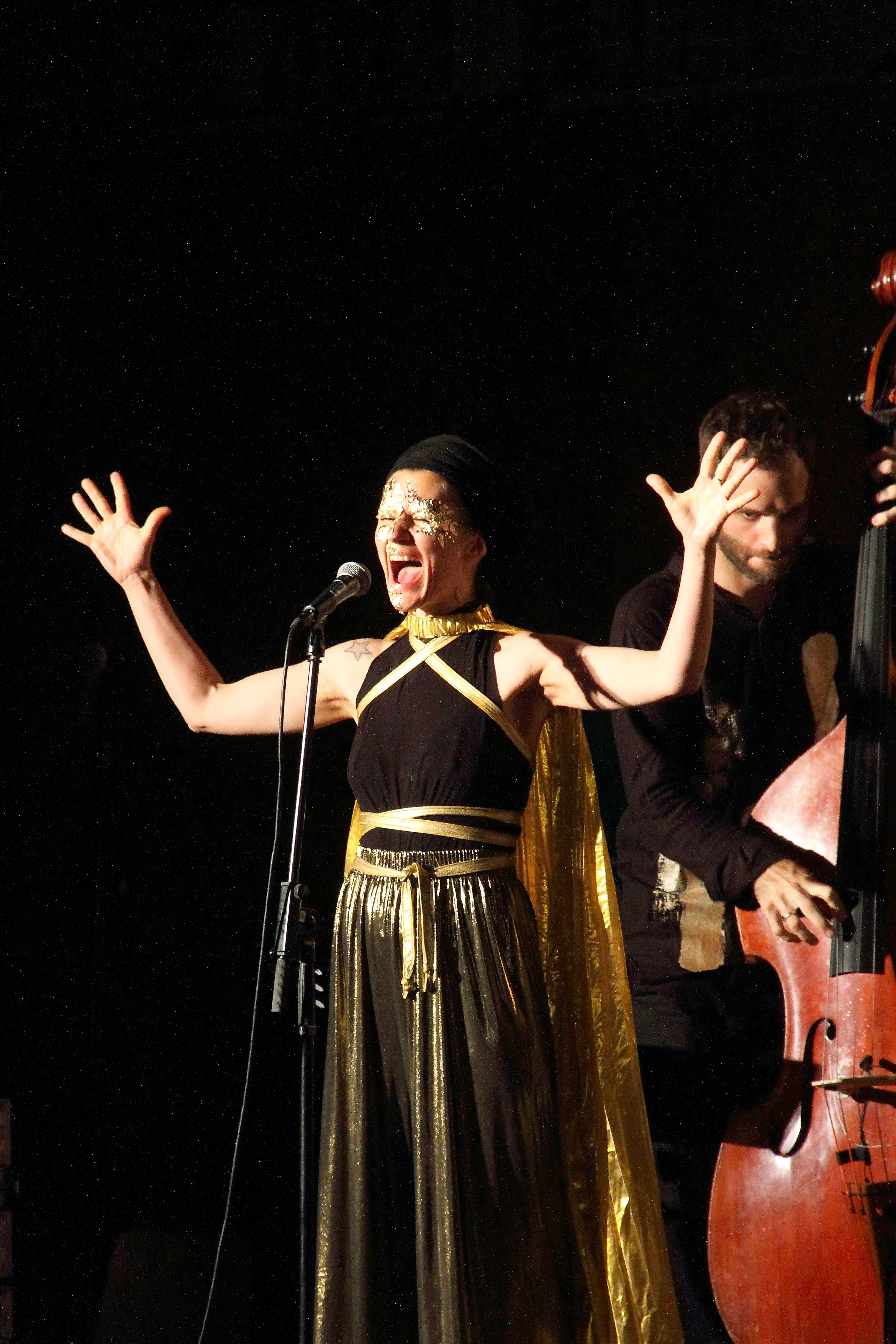
Angela Reisinger als Queen Mu mit Lukas Kranzelbinder (rechts) und seiner Shake Stew auf dem INNtöne Jazzfestival 2017

Angela Maria Reisinger (* 1979 in Oberösterreich) ist eine österreichische Jazzmusikerin (Gesang, Arrangement).

## Leben und Wirken
Reisinger studierte das Konzertfach Jazzgesang am Gustav-Mahler-Konservatorium Wien und Populargesang mit Zweitfach Klavier an der Universität für Musik und darstellende Kunst Wien. Sie arbeitete in den 2000er Jahren in Wien als Angel Rice bei Konsorten TM, als Solistin in verschiedenen Projekten der JazzWerkstatt Wien, bei Wean Hean an der Seite von Oskar Aichinger und Christian Mühlbacher sowie in Wickerl Adams Zappa-Tribut „Joe’s Garage“.
2012 legte Reisinger ihr Soloalbum Nicht aus dem Sinn vor, um dann nach Köln zu ziehen. Seit 2017 trat sie als Queen Mu mit Shake Stew auf. Sie ist auch auf Alben von Wolfgang Ambros, Iris Camaa und Bastian Stein zu hören.